# Александровка (Елецкий район)
Алекса́ндровка — деревня Казацкого сельсовета Елецкого района Липецкой области, располагающаяся на левой стороне реки Ворголы.

## Название
Название от владения сельца Александровское Александра Ивановича Позднеева.

## История
Возникла не позднее середины XVIII века. В описании Елецкого уезда 1778 года отмечается сельцо Александровское на реке Ворголе.

## Население
| 2010 |
| ---- |
| 0    |